# 辻裕子
辻裕子（日语：／ Tsuji Hiroko，1974年9月1日—），日本女性配音員。她所屬的經紀公司是Chara。出身於大阪府大阪市。大阪信愛女學院短期大學畢業。

## 演出

### 網路動畫
2005年
- 格鬥天王：另一天（日语：The King of Fighters: Another Day）（露易絲·梅爾玲（日语：ルイーゼ・マイリンク））

### 廣播節目
- FM守口（日语：エフエムもりぐち）
  - High School Walker

### 電視節目
- GoodLife（BS-i）
- 蝸牛大作戰（日语：かたつむり大作戦）
- （KBS京都）

### 廣告
- 日清製粉（日语：日清製粉）
- 松下電工（日语：パナソニック電工）
- 歐姆龍
- 丸大火腿（日语：丸大食品）
- 高島屋
- NTT Personal（日语：NTTパーソナル）

### 遊戲
- 格鬥天王系列（瑪裘亞（日语：マチュア））
- 格鬥天王'96（美女）
  - 格鬥天王 極限衝擊（日语：KOF MAXIMUM IMPACT）系列（露易絲·梅爾玲（日语：ルイーゼ・マイリンク））
- 真說侍魂 武士道烈傳（妖貴妃）
- 風雲 SUPER TAG BUTTLE（日语：風雲スーパータッグバトル）（羅莎）
- 角子機「龍狼」
- 稻川淳二 深夜計程車（日语：稲川淳二 真夜中のタクシー）

### 店內解說
- 阿倍野Harukas近鐵總店
- HEP FIVE
- 阪急三番街（日语：阪急三番街）
- 松屋電器（日语：マツヤデンキ）

## 外部連結
- 裕子｜Chara （日語）